# Métropole de Méthymne

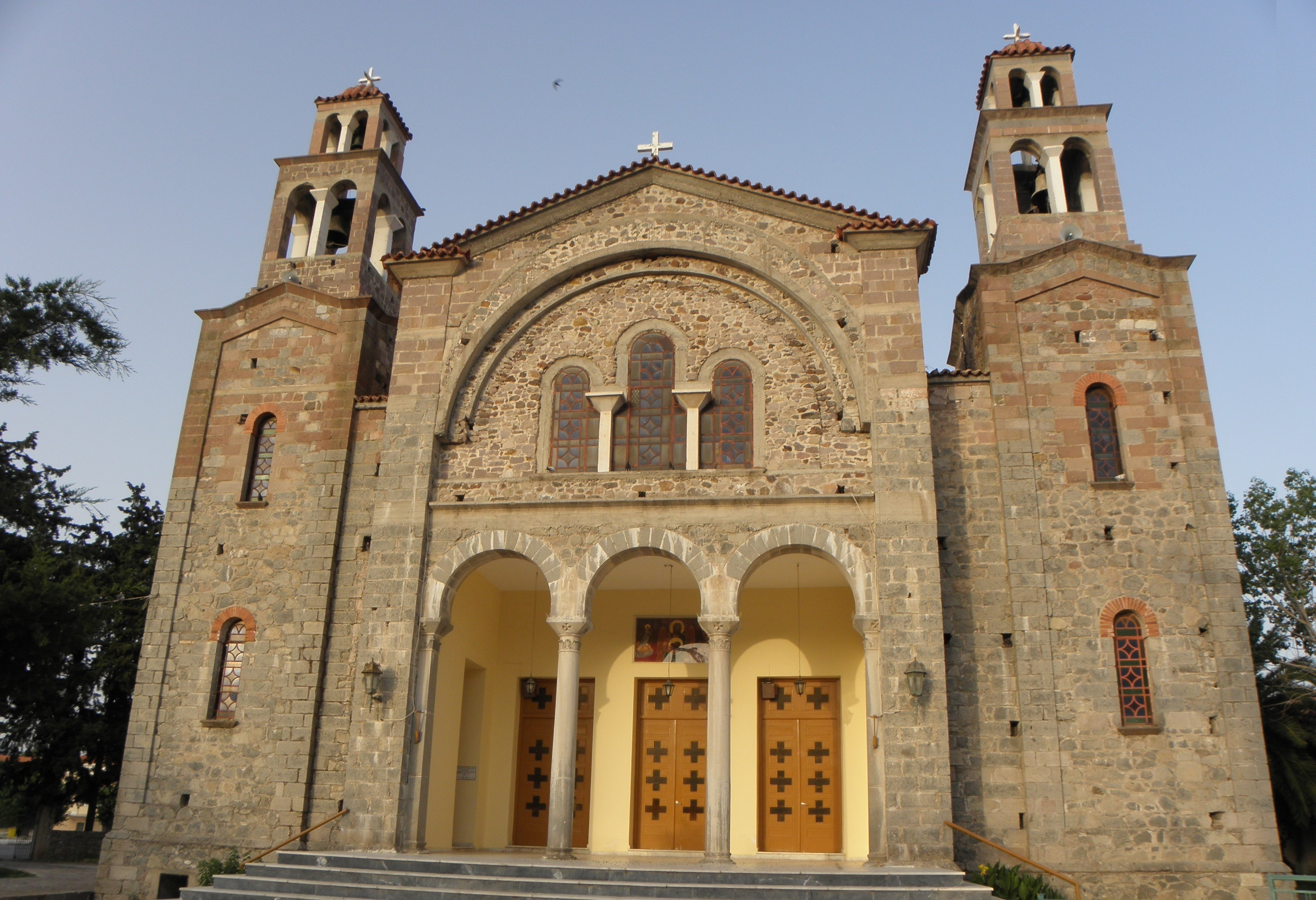
La cathédrale Saint-Jean, à Kalloni.

La métropole de Méthymne (en grec byzantin : Ιερά Μητρόπολις Μηθύμνης) est un évêché du Patriarcat œcuménique de Constantinople provisoirement autorisé à participer à la vie synodale de l'Église orthodoxe de Grèce. Elle a actuellement son siège à Kalloni et étend son ressort sur le tiers nord de l'île de Lesbos. Elle compte trente-sept paroisses.

## Histoire
L'existence des deux évêchés de l'île de Lesbos, Mytilène et Méthymne, est attestée dès le premier concile œcuménique de Nicée en 325. Le siège de l'évêché de Méthymne est transféré de Méthymne à Kalloni en 1462, peu de temps après la conquête de l'île par les Turcs. Il y eut au XIXe siècle plusieurs pétitions infructueuses réclamant le retour du siège épiscopal à Méthymne (Molyvos). Raphaël II était évêque de Méthymne lors de son élection au Patriarcat œcuménique en 1603.

## Métropolites
Son évêque est (en 2020) le métropolite Chrysostome (en) (Kalamatianos), depuis 1984. Né à Chalcis en 1930, il a fait ses études à la faculté de théologie de l'université d'Athènes.

## Territorialité
- Doyenné de Kalloni de dix-neuf paroisses
- Doyenné de Méthymne de huit paroisses
- Doyenné de Madamados de dix paroisses

## Cathédrale
La cathédrale de la métropole est l'église Saint-Jean de Kalloni.

## Monastères

### Monastère d'hommes
- Monastère de Limonos à Kalloni.

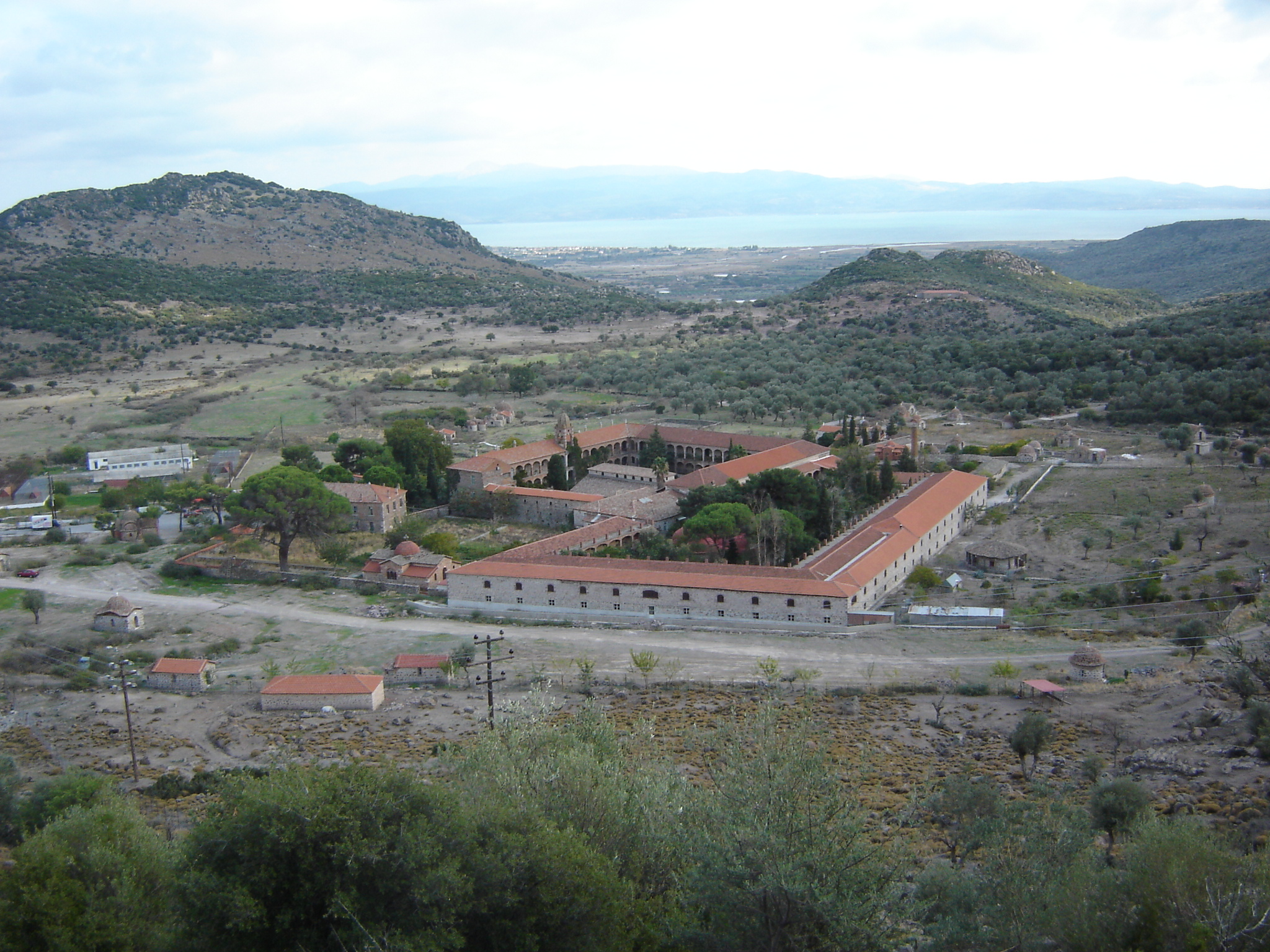
Le monastère de Limonos près de Kalloni.

- L'ancien monastère du Taxiarque à Madamados n'est plus un monastère mais un lieu de pèlerinage.

### Monastères de femmes
- Monastère de Myrsiniotissa à Kalloni.
- Monastère de Périvoli à Antissa.

## Solennités locales
- La fête de saint Ignace archevêque de Méthymne, le 14 octobre, au monastère de Limonos.
- La fête de saint Michel archange, patron de l'île, le dimanche des Myrophores, à l'ancien monastère de Madamados (en) (dédicace de l'église).
- La fête de la Mère de Dieu, le 15 août, en l'église de Pétra.
- La fête de saint Constantin l'ancien Agarénien martyr, le 2 juin, à Hypsilométopo.
- La fête de sainte Théoctiste de Méthymne, le dernier dimanche de juin à Méthymne.